# Värpeln
Värpeln är en sjö i Kinda kommun i Östergötland och ingår i Motala ströms huvudavrinningsområde. Sjön har en area på 0,132 kvadratkilometer och ligger 143,3 meter över havet.

## Delavrinningsområde
Värpeln ingår i det delavrinningsområde (641831-150333) som SMHI kallar för Mynnar i Åsunden. Medelhöjden är 136 meter över havet och ytan är 48,3 kvadratkilometer. Det finns inga avrinningsområden uppströms utan avrinningsområdet är högsta punkten. Lillån som avvattnar avrinningsområdet har biflödesordning 3, vilket innebär att vattnet flödar genom totalt 3 vattendrag innan det når havet efter 158 kilometer. Avrinningsområdet består mestadels av skog (71 procent) och jordbruk (17 procent). Avrinningsområdet har 1,23 kvadratkilometer vattenytor vilket ger det en sjöprocent på 2,6 procent. Bebyggelsen i området täcker en yta av 0,4 kvadratkilometer eller 1 procent av avrinningsområdet.